# 服部保次
服部 保次（はっとり やすつぐ）は、戦国時代の武将。

## 生涯
伊賀国阿拝郡の土豪出身。最初は将軍足利義輝に仕え、たびたび武功を顕した。のち織田信長に転仕し、永禄3年（1560年）桶狭間の戦いでは、今川義元の本陣へ先駆けるという戦功をあげたという。永禄8年（1565年）から徳川家康に仕え、主に敵地との境界の警衛を命じられた。天正5年（1577年）これまでの戦功を賞して遠江と三河に120貫文を与えられる。天正12年（1584年）小牧・長久手の戦いで嫡子保正が戦功を上げたため、家康から孫六兼元の刀を拝領した。その家督は保正が継ぎ、代々「服部中」を称した。